# Cupid the Cowpuncher
Cupid the Cowpuncher er en amerikansk stumfilm fra 1920 af Clarence G. Badger.

## Medvirkende
- Will Rogers som Alec Lloyd
- Helene Chadwick som Macie Sewell
- Andrew Robson som Zack Sewell
- Lloyd Whitlock som Leroy Simpson
- Guinn "Big Boy" Williams som Hairoil Johnson
- Tex Parker som Monkey Mike
- Roy Laidlaw som Billy Trowbridge
- Catherine Wallace som Rose
- Nelson McDowell som Bergin
- Cordelia Callahan